# Tomoe-nage

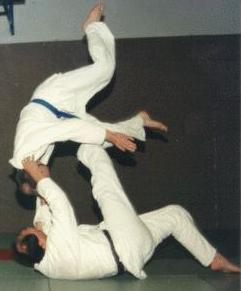
Tomoe-Nage

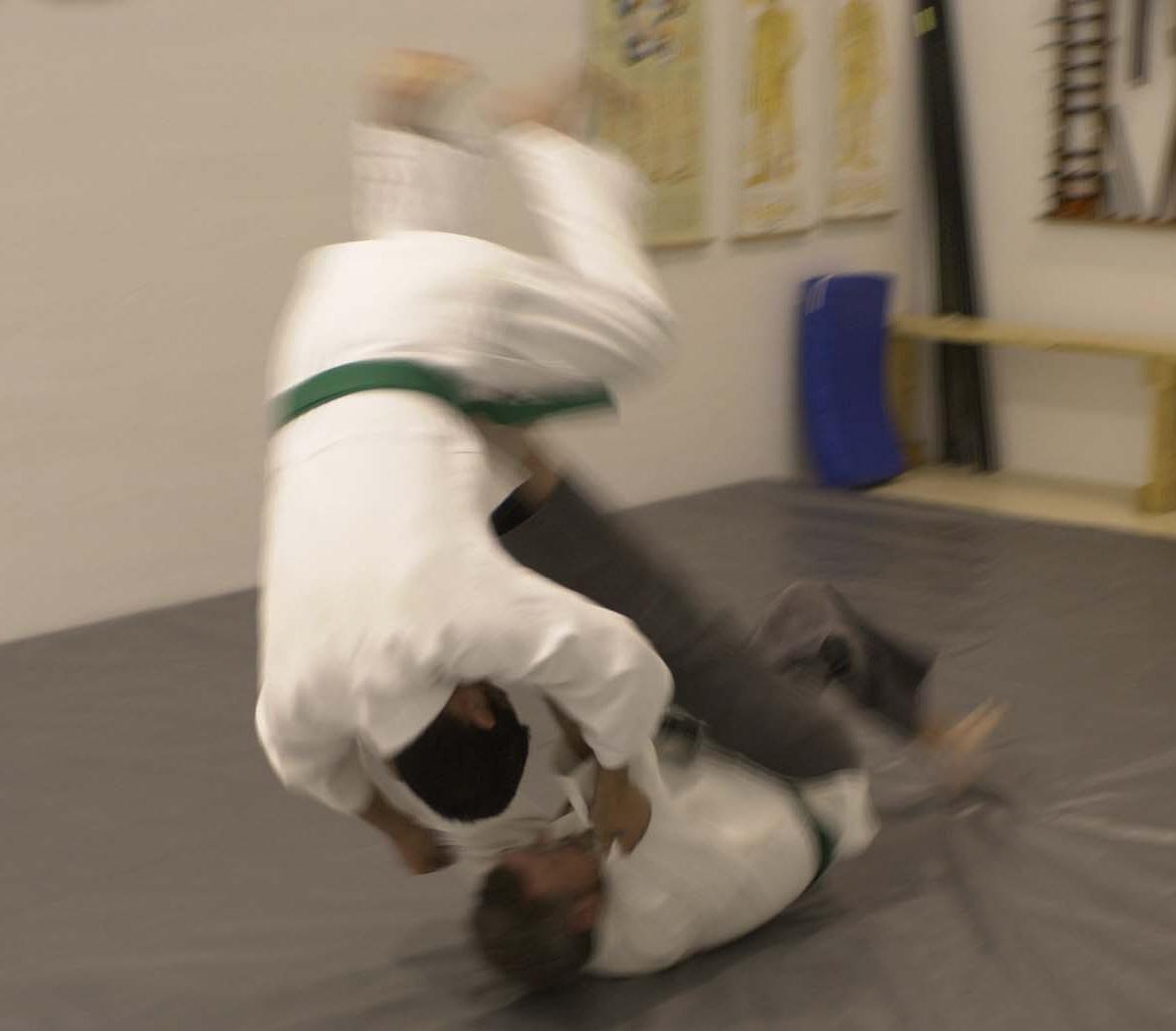
Tomoe-Nage

Tomoe-nage (projection en cercle), aussi connue sous le nom de planchette japonaise, est une technique de projection utilisée notamment au judo et au sambo. Elle est le 7e mouvement du 3e groupe du Gokyo. C'est également un mouvement du nage-no-kata.
Il existe différentes variantes de tomoe-nage : 
- une version classique dans un plan vertical ;
- une version latéralisée appelée yoko-tomoe-nage.